# 68e cérémonie des Oscars
La 68e cérémonie des Oscars du cinéma s'est déroulé le 25 mars 1996 au Dorothy Chandler Pavilion à Los Angeles en Californie. Elle a été présentée par Whoopi Goldberg.

## Palmarès
Les lauréats sont indiqués ci-dessous en premier de chaque catégorie et en gras.

### Meilleur film
- Braveheart de Mel Gibson
  - Apollo 13
  - Babe, le cochon devenu berger (Babe)
  - Le Facteur (Il postino)
  - Raison et Sentiments (Sense and Sensibility)

### Meilleur réalisateur
- Mel Gibson pour Braveheart
  - Chris Noonan pour Babe, le cochon devenu berger (Babe)
  - Tim Robbins pour La Dernière Marche (Dead Man Walking)
  - Michael Radford pour Le Facteur (Il postino)
  - Mike Figgis pour Leaving Las Vegas

### Meilleur acteur
- Nicolas Cage pour le rôle de Ben Sanderson dans Leaving Las Vegas
  - Richard Dreyfuss pour le rôle de Glenn Holland dans Professeur Holland (Mr. Holland's Opus)
  - Anthony Hopkins pour le rôle de Richard Nixon dans Nixon
  - Sean Penn pour le rôle de Matthew Poncelet dans La Dernière Marche (Dead Man Walking)
  - Massimo Troisi pour le rôle de Mario Ruoppolo dans Le Facteur (Il postino)

### Meilleure actrice
- Susan Sarandon pour le rôle de Sœur Helen Prejean dans La Dernière Marche (Dead Man Walking)
  - Elisabeth Shue pour le rôle de Sera dans Leaving Las Vegas
  - Sharon Stone pour le rôle de Ginger McKenna dans Casino
  - Meryl Streep pour le rôle de Francesca Johnson dans Sur la route de Madison
  - Emma Thompson pour le rôle de Elinor Dashwood dans Raisons et Sentiments

### Meilleur acteur dans un second rôle
- Kevin Spacey pour le rôle de Roger « Verbal » Kint dans Usual Suspects (The Usual Suspects)
  - James Cromwell pour le rôle de Arthur Hoggett dans Babe, le cochon devenu berger (Babe)
  - Ed Harris pour le rôle de Gene Kranz dans Apollo 13
  - Brad Pitt pour le rôle de Jeffrey Goines dans L'Armée des douze singes (Twelve Monkeys)
  - Tim Roth pour le rôle de Archibald Cunningham dans Rob Roy

### Meilleure actrice dans un second rôle
- Mira Sorvino pour le rôle de Linda dans Maudite Aphrodite (Mighty Aphrodite)
  - Joan Allen pour le rôle de Pat Nixon dans Nixon
  - Kathleen Quinlan pour le rôle de Marilyn Lovell dans Apollo 13
  - Mare Winningham pour le rôle de Georgia Flood dans Georgia
  - Kate Winslet pour le rôle de Marianne Dashwood dans Raison et Sentiments (Sense and Sensibility)

### Meilleur scénario original
- Christopher McQuarrie pour Usual Suspects (The Usual Suspects)
  - Randall Wallace pour Braveheart
  - Woody Allen pour Maudite Aphrodite (Mighty Aphrodite)
  - Oliver Stone, Stephen J. Rivele et Christopher Wilkinson pour Nixon
  - John Lasseter, Andrew Stanton, Pete Docter et Joe Ranft, Joss Whedon, Andrew Stanton, Joel Cohen et Alec Sokolow pour Toy Story

### Meilleur scénario adapté
- Emma Thompson pour Raison et Sentiments (Sense and Sensibility), d'après le roman de Jane Austen
  - William Broyles Jr. et Al Reinert pour Apollo 13
  - George Miller et Chris Noonan pour Babe, le cochon devenu berger (Babe)
  - Mike Figgis pour Leaving Las Vegas
  - Michael Radford, Anna Pavignano, Furio Scarpelli, Giacomo Scarpelli et Massimo Troisi pour Le Facteur (Il postino)

### Meilleur film en langue étrangère
- Antonia et ses filles (Antonia) de Marleen Gorris •  Pays-Bas
  - La Beauté des choses (Lust och fägring stor) de Bo Widerberg •  Suède
  - Poussières de vie de Rachid Bouchareb •  Algérie
  - O Quatrilho de Fábio Barreto •  Brésil
  - Marchand de rêves (L'uomo delle stelle) de Giuseppe Tornatore •  Italie

### Meilleure chanson originale
- L'Air du vent (Colors of the Wind) dans Pocahontas – Musique : Alan Menken ; Paroles : Stephen Schwartz
  - Dead Man Walking dans La Dernière Marche (Dead Man Walking) – Paroles et musique : Bruce Springsteen
  - Have You Ever Really Loved a Woman? dans Don Juan DeMarco – Paroles et musique : Michael Kamen, Bryan Adams et Robert John Lange
  - Moonlight dans Sabrina – Musique : John Williams ; Paroles : Alan Bergman et Marilyn Bergman
  - Je suis ton ami (You've Got a Friend in Me) dans Toy Story – Paroles et musique : Randy Newman

### Meilleure partition originale pour un film dramatique
- Luis Bacalov pour Le Facteur (Il postino) de Michael Radford
  - James Horner pour Apollo 13
  - James Horner pour Braveheart
  - John Williams pour Nixon
  - Patrick Doyle pour Raison et Sentiments (Sense and Sensibility)

### Meilleure partition originale pour un film musical ou une comédie
- Alan Menken et Stephen Schwartz pour Pocahontas (id.)
  - Marc Shaiman pour Le Président et Miss Wade (The American President)
  - John Williams pour Sabrina (id.)
  - Randy Newman pour Toy Story (id.)
  - Thomas Newman pour Les Liens du souvenir (Unstrung Heroes)

### Meilleur montage de son
- Braveheart - Lon Bender et Per Hallberg
  - Batman Forever - Bruce Stambler et John Leveque
  - USS Alabama (Crimson Tide) - George Watters II

### Meilleur mixage de son
- Apollo 13, Rick Dior, Steve Pederson, Scott Millan, David MacMillan
  - Batman Forever
  - Braveheart
  - USS Alabama (Crimson Tide)
  - Waterworld

### Meilleurs décors
- Eugenio Zanetti pour Le Don du roi (Restoration)
  - Michael Corenblith (en) (direction artistique), Merideth Boswell (décors) pour Apollo 13
  - Roger Ford (direction artistique), Kerrie Brown (décors) pour Babe, le cochon devenu berger (Babe)
  - Bo Welch (direction artistique), Cheryl Carasik (décors) pour La Petite Princesse (A Little Princess)
  - Tony Burrough (Direction artistique et décors) pour Richard III

### Meilleure photographie
- John Toll pour Braveheart
  - Michael Coulter pour Raison et Sentiments (Sense and Sensibility)
  - Stephen Goldblatt pour Batman Forever
  - Emmanuel Lubezki pour La Petite Princesse (A Little Princess)
  - Lu Yue pour Shanghai Triad (摇呀摇﹐摇到外婆桥)

### Meilleur maquillage
- Peter Frampton, Paul Pattison et Lois Burwell pour Braveheart 
  - Greg Cannom, Bob Laden et Colleen Callaghan pour Un ménage explosif (Roommates)
  - Ken Diaz et Mark Sanchez pour Rêves de famille (My Family)

### Meilleure création de costumes
- James Acheson pour Le Don du roi (Restoration)
  - Jenny Beavan, John Bright - Raison et Sentiments (Sense and Sensibility)
  - Shuna Harwood pour Richard III
  - Charles Knode pour Braveheart
  - Julie Weiss pour L'Armée des douze singes (Twelve Monkeys)

### Meilleur montage
- Mike Hill et Dan Hanley pour Apollo 13 
  - Chris Lebenzon pour USS Alabama (Crimson Tide)
  - Marcus D'Arcy et Jay Friedkin pour Babe, le cochon devenu berger (Babe)
  - Richard Francis Bruce pour Seven (Se7en)
  - Steven Rosenblum pour Braveheart

### Meilleurs effets visuels
- Babe, le cochon devenu berger (Babe) 
  - Apollo 13

### Meilleur film documentaire
- Anne Frank Remembered de Jon Blair
  - The Battle Over Citizen Kane
  - Hank Aaron: Chasing the Dream
  - Small Wonders
  - Troublesome Creek: A Midwestern

### Meilleur court métrage (prises de vues réelles)
- Lieberman in Love de Christine Lahti - États-Unis (39 min)
  - Brooms – Luke Cresswell et Steve McNicholas
  - Duke of Groove – Griffin Dunne et Thom Colwell
  - Little Surprises – Jeff Goldblum et Tikki Goldberg
  - Tuesday Morning Ride – Dianne Houston et Joy Ryan

### Meilleur court métrage (documentaire)
- One Survivor Remembers, produit par Kary Antholis
  - Jim Dine: A Self-Portrait on the Walls
  - The Shadow of Hate
  - The Living Sea
  - Never Give Up: The 20th Century Odyssey of Herbert Zipper

### Meilleur court métrage (animation)
- Nick Park pour Rasé de près (A Close Shave)
  - John Dilworth pour The Chicken from Outer Space
  - Chris Landreth et Robin Barger pour The End
  - Alexij Kharitidi pour Gagarin
  - Chris Bailey Mickey perd la tête (Runaway Brain)

### Oscar d'honneur
- Kirk Douglas
- Chuck Jones

### Gordon E. Sawyer Award
- Donald C. Rogers

### Oscar pour une contribution spéciale
- John Lasseter, « pour sa direction inspirée de l'équipe de Toy Story, premier long-métrage d'animation en images de synthèse » (« for his inspired leadership of the Pixar Toy Story team, resulting in the first feature-length computer-animated film. »)

## Statistiques

### Nominations multiples
- 10 : Braveheart
- 9 : Apollo 13
- 7 : Babe, le cochon devenu berger (Babe), Raison et Sentiments (Sense and Sensibility)
- 5 : Le Facteur (Il postino)
- 4 : La Dernière Marche (Dead Man Walking), Leaving Las Vegas, Nixon
- 3 : Batman Forever, Toy Story, USS Alabama
- 2 : L'Armée des douze singes (Twelve Monkeys), Maudite Aphrodite (Mighty Aphrodite), La Petite Princesse (A Little Princess), Pocahontas, Richard III, Sabrina, Usual Suspects (The Usual Suspects)

### Récompenses multiples
- 5 / 10 : Braveheart
- 2 / 9 : Apollo 13
- 2 / 2 : Pocahontas
- 2 / 2 : Usual Suspects (The Usual Suspects)

### Les grands perdants
- 1 / 7 : Babe, le cochon devenu berger (Babe)
- 1 / 7 : Raison et Sentiments (Sense and Sensibility)
- 1 / 5 : Le Facteur (Il postino)
- 1 / 4 : La Dernière Marche (Dead Man Walking)
- 1 / 4 : Leaving Las Vegas
- 1 / 2 : Maudite Aphrodite (Mighty Aphrodite)
- 0 / 4 : Nixon
- 0 / 3 : Batman Forever
- 0 / 3 : Toy Story
- 0 / 3 : USS Alabama

## Hommages
Sharon Stone a présenté l'hommage rendu par l'Académie aux personnalités du cinéma décédées l'année précédente : Ginger Rogers, Miklós Rózsa, Maxine Andrews des Andrews Sisters, Michael V. Gazzo, Dean Martin, Viveca Lindfors, Martin Balsam, Friz Freleng, Burl Ives, Butterfly McQueen, Dorothy Jeakins, Nancy Kelly, Lana Turner, Elisha Cook Jr., Ida Lupino, Harry Horner, Terry Southern, Haing S. Ngor, Michael Hordern, Don Simpson, Ross Hunter, Frank Perry, Alexander Godunov, Louis Malle, Howard Koch et George Burns.

## Anecdote
Dans le film In and Out, sorti en 1997, l'acteur fictif Cameron Drake (joué par Matt Dillon) remporte l'Oscar du meilleur acteur lors de la 68e cérémonie des Oscars. Son discours de remerciement, à l'origine de l'intrigue de cette comédie, est inspirée du discours réel de Tom Hanks lors de la 66e cérémonie des Oscars.